# Perioada Kofun
Perioada Kofun este un interval în istoria Japoniei, care începe în jurul anului 250 și se termină în 538. Cuvântul kofun în japoneză reprezintă tipul de movile funerare datând din această perioadă.

## Cronologia Perioadei Kofun (300-552)
- 270-310 - Domnia împăratului legendar Ojin.
- 313-399 - Domnia împăratului legendar Nintoku.
- 391 - Japonezii trec în Coreea, înfrâng armatele regatelor Koguryo și Silla și întemeiază o mică colonie în extremitatea sudică a peninsulei. Aceasta zonă se numește Mimana. În semn de mulțumire trupelor japoneze pentru ajutorul dat în eliberarea teritoriului uzurpat de regatul Silla, regele regatului Paekche trimite învățați în Japonia, care aduc cu ei sistemul de scriere chinez.
- Aprox. 400 - Mari grupuri de oameni migrează din vestul insulei Kyushu (unde au trăit până acum cele mai puternice, mai avansate și mai bine organizate clanuri - uji) către nord-est și se așază în Câmpia Yamato. (Alte clanuri migrează din nord și se așază în zona Izumo.)

Existau trei tipuri de clanuri (uji): shinshoku (cei care pretindeau o descendență similară familiei imperiale și descendenți ai zeilor ce datează dinaintea împăratului Jimmu Tenno - primul împărat legendar al Japoniei), koshitsu (aceia care pretindeau descendența din familia imperială de după împăratul Jimmu Tenno), banmin (clanuri puternice care nu pretindeau descendența din familia imperială). Clanul Mononobe era un clan (uji) puternic din punct de vedere militar, aparținând clanurilor shinshoku. Clanul Nakatomi aparținea de asemenea clanurilor shinshoku. Clanul Soga era administratorul moșiei imperiale și al clanurilor koshitsu.
- 400-405 - Domnia împăratului legendar Richu.
- 406-410 - Domnia împăratului legendar Hanzei.
- 412-453 - Domnia împăratului legendar Ingyo.
- 453-456 - Domnia împăratului legendar Anko.
- 456-479 - Domnia împăratului legendar Yuryaku.
- 480-484 - Domnia împăratului legendar Seinei.
- 485-487 - Domnia împăratului legendar Kenso.
- 488-498 - Domnia împăratului legendar Ninken.
- 498-506 - Domnia împăratului legendar Buretsu.
- 507-531 - Domnia împăratului legendar Keitai (al 26-lea împărat al Japoniei)
- 531(4)-535 - Domnia împăratului legendar Ankan.
- 532 Fortele regatului Paekche și Silla recuceresc jumătate din zona de influență japoneză din Mimana, Coreea.
- 535-539 - Domnia împăratului legendar Senka.
- 536 - Soga Iname devine Mare Ministru și sfătuitor al tronului. (El introduce sistemul controlului nobilimii asupra Casei Imperiale prin căsătoria fetelor din familia Soga cu împăratul sau cu majoritatea posibililor moștenitori.)
- 539-571 - Domnia împăratului Kimmei. El are o fiică a cărei mamă era din familia Soga. Această fiică se va mărita mai apoi cu împăratul Bidatsu și va deveni împărăteasa Suiko.